# Wentworth Beaumont (3e vicomte Allendale)
Wentworth Hubert Charles Beaumont, 3e vicomte Allendale (12 septembre 1922 - 27 décembre 2002) est un pair britannique, officier de la Royal Air Force et éleveur de chevaux de course,.

## Jeunesse
Allendale est né le 12 septembre 1922, fils de Wentworth Beaumont (2e vicomte Allendale), un courtisan, et de sa femme Violet Seely. Le père de son père est le 1er vicomte Allendale, un homme politique, et le père de sa mère est Charles Seely (2e baronnet), également homme politique. Il passe ses premières années au siège familial de Bretton Hall, près de Wakefield, dans le Yorkshire. Il est un enfant sujet aux accidents et a un certain nombre d'expériences de mort imminente: il est sauvé d'un incendie de maison en 1927, est électrocuté et laissé temporairement paralysé lorsqu'une lampe est tombée dans son bain à l'âge de 14 ans, et à 15 ans, il s'est tiré une balle en tir au pigeon avec des amis. Il fait ses études au Collège d'Eton.

## Carrière
Allendale rejoint la Royal Air Force Volunteer Reserve (RAFVR) en 1940 après avoir terminé ses études. Il effectue 71 missions dans un Spitfire jusqu'à ce qu'il devienne prisonnier de guerre en 1942. Le 31 mai, il attaque un navire au large des Pays-Bas, avant d'être abattu par la flak,. S'étant blessé à la jambe dans l'accident, il est emmené captif et transporté au Stalag Luft III, un camp de prisonniers de guerre en Allemagne. Il est promu officier d'aviation et lieutenant de vol le 16 juillet 1943. En mars 1944, la grande évasion a lieu depuis le Stalag Luft III. Il n'est pas impliqué dans l'évasion elle-même en raison de sa blessure à la jambe, mais fait partie de l'équipe de cartographie. Après avoir passé trois ans comme prisonnier de guerre, il est libéré après la fin de la Seconde Guerre mondiale en 1945.